# Баритон-саксофон
Баритон-саксофон (англ. Baritone saxophone) — духовий музичний інструмент, різновид саксофона. Інструмент винайшов Адольф Сакс у 1846 році. Часто використовують в академічній музиці, джазі та військовій, переважно, маршовій музиці.

## Опис
Баритон-саксофон має виразний густий, хрипкий звук. Його діапазон - близько 2,5 октав, належить до транспонуючих інструментів, стрій - мі-бемоль. У верхніх регістрах інструмент звучить придушено, найякісніше звуковидобування відбувається у середньому і нижньому регістрах. В оркестрах і ансамблях, як правило, його застосовують для виконання басових партій, але інструмент цілком підходить і для сольної гри, так що деякі саксофоністи віддають йому перевагу над іншими саксофонами. Доступно виконання композицій кантиленного характеру, гам, арпеджіо і пасажів.
Баритон-саксофон складається з розтруба, корпусу та ески. На есці закріплюється мундштук, до нього за допомогою лігатури кріпиться язичок. Крім звичайних клавіш на інструменті існують і спеціальні великі клавіші, які відкривають для відтворення найнижчих нот. На корпусі є підпора для великого пальця і кільце для ременя, за допомогою якого підтримується вага інструменту (баритон-саксофон важить 7-16 кг).

## Використання

### У класичній музиці
Баритон-саксофон є стандартним інструментом в складі оркестру і саксофонного квартету. Найвідомішими композиціями, в яких прописані партії баритон-саксофона є: «Домашня симфонія» Ріхарда Штрауса, балет «Дерев'яний принц» Бели Бартока, Симфонія № 4 Чарлза Айвза, «Рапсодія в стилі блюз» Джоджа Гершвіна, «Gruppen» Карлгайнца Штокгайзена. В опері «Дияволи з Лудена» Кшиштофа Пендерецького використовують два баритон-саксофони. Небагато є сольних композицій для баритон-саксофона, одна з них «концерт для квартету саксофонів і камерного оркестру» американського композитора Філіпа Гласса.

### У джазі
Баритон-саксофон досить популярний у джазі, він присутній в стандартному складі біг-бендів (до 1940 років також активно застосовувався і басовий саксофон). Одним з піонерів джазу, який використовував баритон-саксофон як основний інструмент, був Гаррі Керні, учасник біг-бенду Дюка Еллінгтона. У 1950-х роках найвідомішими джазовими баритон-саксофоністами були Джеррі Малліген, Сесіл Пейн та Пеппер Адамс. Серж Халов здобув славу своєю грою на баритон-саксофоні у стилі бібоп, а Пітер Броцман у фрі-джазі. Відомими баритон-саксофоністами також є Гам'єт Блюєтт (який також очолив гурт баритон-саксофоністів), Джон Сурман, Скотт Робінсон, Джеймс Картер, Стівен Док Купка з гурту «Tower of Power», Нік Бріньола, Гарі Смулян, Браян Ландрус, Ронні Кубер тощо.

### В інших музичних жанрах
Баритон-саксофон також активно застосовують у військових маршах, фанку, блюзі, соулі, року.

### У популярній культурі
У мультсеріалі «Сімпсони» Ліса Сімпсон грає на баритон-саксофоні. Її музику, як правило, виконує Террі Гаррінгтон.